# Loulay
Loulay är en kommun i departementet Charente-Maritime i regionen Nouvelle-Aquitaine i västra Frankrike. Kommunen ligger  i kantonen Loulay som ligger i arrondissementet Saint-Jean-d'Angély. År 2022 hade Loulay 761 invånare.

## Befolkningsutveckling
Antalet invånare i kommunen Loulay
Referens:INSEE